# 永野たかひろ
永野 たかひろ（ながの たかひろ）は、日本の放送作家、脚本家。千葉県出身。ピタ所属。作家として「永野屋」のペンネームも使う。浅井企画の第2期放送作家セミナーの卒業生。　　　アイカツ！、妖怪ウォッチなどをヒットさせた脚本家・加藤陽一氏に2014年ごろから師事し、2025年5月に正式に二番弟子として認められる。

## 担当番組

### テレビ
- ザ・クイズショウ（日本テレビ） - クイズ構成
- 枯れオヤジ〜カレセンと呼ばないで〜（BSフジ） - 脚本
- セレぶり3（テレビ東京） - 脚本・構成
- ホンネの殿堂!!紳助にはわかるまいっ（フジテレビ） - 構成
- 偉人の来る部屋（東京MX） - 脚本・構成
- MUSICAL3（東京MX） - 脚本協力
- ザ・ミュージックショウ（日本テレビ） - 構成
- おはスタ（テレビ東京） - 月曜日構成
- KAZEOKE（WOWOW） - 構成
- 上坂すみれのヤバい○○（東京MX） - 構成

### テレビアニメ
2011年
- デュエル・マスターズ ビクトリー（テレビ東京） - 脚本

2012年
- デュエル・マスターズ ビクトリーV（テレビ東京） - 脚本

2013年
- LINE OFFLINE サラリーマン（テレビ東京） - 脚本
- マイリトルポニー〜トモダチは魔法〜（テレビ東京） - 実写パート「リトルポニーTV」構成
- デュエル・マスターズ ビクトリーV3（テレビ東京） - 脚本

2014年
- デュエル・マスターズ VS（テレビ東京） - 脚本

2016年
- タイムボカン24（読売テレビ） - 脚本

2017年
- 100%パスカル先生（MBSテレビ） - 脚本

2018年
- 続 刀剣乱舞-花丸- - 脚本
- ポチっと発明 ピカちんキット（テレビ東京） - 脚本
- 爆釣バーハンター（テレビ東京） - 脚本

2019年
- けだまのゴンじろー（テレビ東京） - 脚本
- ドラえもん（テレビ朝日） - 脚本

2020年
- ハクション大魔王2020（読売テレビ） - 脚本

2021年
- 妖怪ウォッチ♪（テレビ東京） - 脚本
- マジカパーティ（テレビ大阪） - 脚本

2022年
- クレヨンしんちゃん（テレビ朝日） - 脚本
- 転生したら剣でした（BS朝日） - シリーズ構成・脚本

2023年
- 冒険大陸 アニアキングダム（テレビ東京） - 脚本

2024年
- ウィッシュキャット（SBS） - シナリオ作家
- お買いものパンダ!（TOKYO MX） - 脚本

### Webアニメ
- ニンジャボックス（2019年、シリーズ構成）

### 特撮
- ハイパーヨーヨー バーニング（テレビ東京） - 脚本

### ラジオ
- 丸の内 Precious Life（TOKYO FM） - 構成

### 舞台
- セレぶり3オン・ステージ~セレブは夏に恋するものだ~（東京グローブ座） - 脚本
- セレぶり3ラストステージ~セレブは惜しまれつつ解散するものだ~（全労済ホールスペース・ゼロ） - 脚本

### 配信
- 続・セレぶり3～もっと必死にセレぶりたい！～（アメーバブログ） - 脚本・構成